# 列車交會

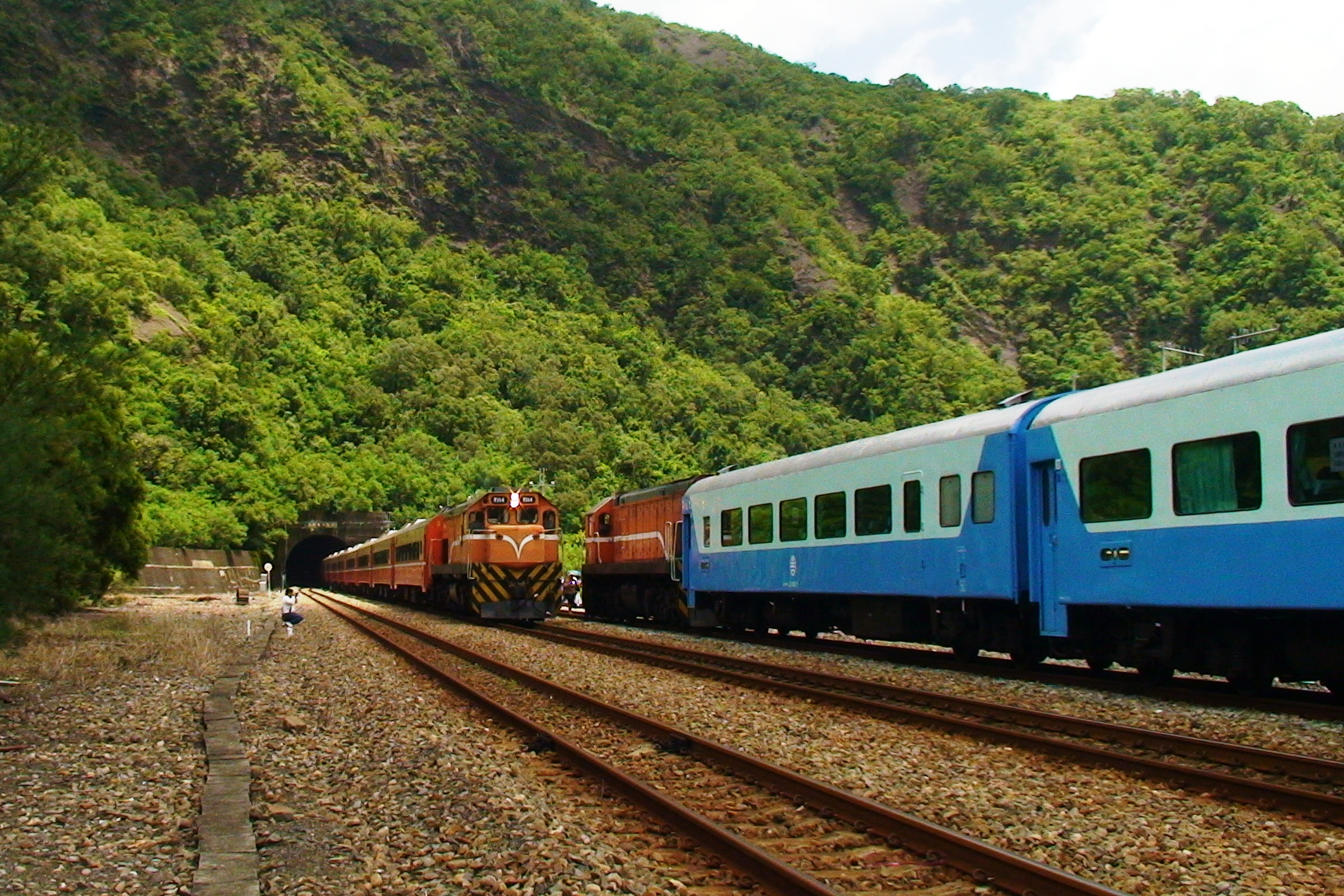
兩列台灣鐵路管理局的列車在枋野站交會

列車交會是一個鐵路用語，指兩輛列車以相反方向，行駛於同一個單線閉塞区间內會車，與待避略有不同。

## 列車交會的意義
在單線鐵路的排點上，兩列甚至多列對向列車的排點衝突是屢見不鮮的，為了積極防止列車對撞的事故發生，在排點上有可能會把其中一列列車停留在有足夠容量的地點等候，讓對向列車全數通過後再繼續行駛，來防止列車對撞的可能性。
在運轉整理時，也會遇到列車衝突的狀況，調度員必需適時按排列車在適當地點等待。
在雙線鐵路的狀況，若是調度員已經安排了單方向兩列列車並行，又或是有其中一條路線中斷，也可能會需要辦理交會。

## 列車交會的條件
- 號誌站或会让站內有足夠的軌道可供停留，且站內軌道有效長度要大於列車長度
- 閉塞號誌相關的配合

## 列車交會的原則
- 先到車等待晚到車進站交會
- 下坡車等待上坡車到站交會

基於以上兩原則，因此有可能發生較高級車種等待較低等級車種交會的情形。